# William Paulding Jr.
William Paulding, Jr. (né le 7 mars 1770, mort le 11 février 1854) est un homme politique américain, représentant de New York et maire de la ville de New York à deux reprises, en 1825-1826 et 1827-1828.